# 纳斯
纳西尔·本·奥卢·达拉·琼斯（发音为/nɑːˈsɪər/，1973年9月14日—），艺名“纳斯”（/ˈnɑːz/，全称）。其父为爵士乐音乐人奥卢·达拉（Olu Dara）。纳斯成长于纽约市皇后区皇后桥（Queensbridge）的公共房屋中，尽管中学时便选择辍学，但他创作的歌词仍反映出较高的文学功底。他的出道专辑是1994年哥伦比亚唱片公司发行的《Illmatic》。 该专辑广受好评，其后仍为推崇为该类型的经典之作。纳斯曾是嘻哈超级乐团“The Firm”的成员，该乐团曾发布过一张专辑。
2001年到2005年，纳斯同饒舌歌手Jay-Z爭奪紐約第一而结怨，两人都在各自的歌曲中攻击对方，但公認納斯先生壓倒性勝利。两人最后在一场由纽约市地区嘻哈电台赞助的音乐会上共同演唱，结束了敌对状态。2006年，纳斯签约Def Jam唱片公司，当年发布了专辑《Hip Hop Is Dead》（嘻哈已死），製作群中有跟Jay-Z關係匪淺的Kanye West，專輯中也有一首歌曲也有Jay-Z做合作，其后又在2008年发布了一张同名专辑《Nas》。

## 早年
纳斯生于纽约布鲁克林王冠高地（Crown Heights），出生时起名为纳西尔·本·奥卢·达拉·琼斯（Nasir bin Olu Dara Jones）。其父奥卢·达拉是一名来自于密西西比州的爵士乐和蓝调音乐人。其母凡尼·安·琼斯（Fannie Ann Jones），是一名美国邮政职工。他还有一名兄弟贾巴里·弗雷特（Jabari Fret），在嘻哈说唱团队Bravehearts中化名Jungle。纳斯4岁时，当时他家还住在布鲁克林王冠高地，他已经会在家中的门廊吹奏小号。他们全家在70年代末搬到了皇后区皇后桥居住。纳斯在9岁时便开始写词。他的邻居威利·格雷厄姆（Willy "Ill Will" Graham）给纳斯播放自己制作的专辑，对于纳斯建立对嘻哈音乐的兴趣起了巨大作用。纳斯的父母于1985年离婚，他在8年级时选择辍学。他通过百分之五民族开始自学和研读非洲文化和文明史、以及古兰经。

## 音乐生涯
年少时，纳斯让好友、楼上邻居威利担任自己的DJ。他最初用的艺名是Kid Wave，稍后采用了他现在为人熟知的艺名Nasty Nas。
1991年，纳斯在嘻哈乐队Main Source的“Live at the Barbeque”上表演，展现了自己杰出的音乐才华。1992年中，第三贝斯乐队的MC·瑟奇（MC Serch）开始接触纳斯，担任了他的经纪人，并在同年为他拿到了一份哥伦比亚唱片公司的合约。纳斯以“Nasty Nas”的名字发布了出道单曲《Halftime》，该曲本是瑟奇为电影《斑马头》（Zebrahead）录制的。该单曲使得议论纳斯的声音渐起，而当年稍晚些时候发布的瑟奇个人专辑，纳斯在其中的《Back to the Grill Again》中出色的表演更是激发了人们的兴趣。他被人们誉为拉基姆（Rakim）第二，而他的说唱技巧也吸引了嘻哈社群的大量关注。

### 1994：Illmatic
1994年，纳斯的出道专辑《Illmatic》终于登场。《The Source》杂志给它5分的评价。其中还收录了大教授、皮特·洛克、Q-Tip、L.E.S.和DJ普雷米亚，另外纳斯的朋友AZ及纳斯的父亲奥卢·达拉也客串献声。该专辑囊括了众多单曲，包括《The World Is Yours》（世界是你们的）、《It Ain't Hard to Tell》（并不难说）和《One Love》（一份爱）。MTV新闻的沙赫姆·里德（Shaheem Reid）称《Illmatic》是1994年的“第一部经典的LP”。纳斯还为电影《街头霸王》演唱了歌曲《One on One》。1995年，纳斯在AZ的《Doe or Die》、Mobb Deep的《The Infamous》、瑞空的《Only Built 4 Cuban Linx》和饶舌酷基的《4,5,6》等专辑中友情参演。

### 1996–1998：《It Was Written》和《The Firm》
哥伦比亚唱片公司开始敦促纳斯效仿The Notorious B.I.G.涉足更加商业化的话题，后者借由多首极具流行吸引力的街头单曲获得成功。纳斯更换了新经纪人史蒂夫·斯托特，开始着手准备自己的第二张专辑《It Was Written》，这张由Trackmasters双人组Tone（让-克劳德·奥利维）和Poke（塞缪尔·巴恩斯）操刀的专辑于1996年夏天发行。其中的两支单曲《If I Ruled the World (Imagine That)》和《Street Dreams》，还包括和R·凯利合作的重混音版，成为了打榜歌曲。这几首歌都拍摄了大成本的MV进行宣传，这些MV均由海普·威廉斯指导，并使得纳斯成为主流嘻哈的红人。The Firm组合也在《It Was Written》中首次登场，该组合由纳斯、AZ、福克斯·布和科梅加组成。
在和德瑞博士的Aftermath娱乐公司签约后，The Firm开始筹备自己的第一张专辑。在制作中途，史蒂夫·斯托特因科梅加不愿和自己的经纪公司签约，将他开除出组合。科梅加之后成为纳斯的一大对头，制作了大量地下嘻哈单曲，羞辱纳斯、斯托特和取代自己在组合位置的Nature。《Nas, Foxy Brown, AZ, and Nature Present The Firm: The Album》终于在1997年发布，但得到的评价不一。尽管创下了白金销量，但专辑的销售并未达到预期，乐队成员因此分道扬镳。
在这段时间，纳斯成为嘻哈超级组合Group Therapy的一员（其他人为B-Real、德瑞博士、KRS-One和RBX），出现在德瑞博士专辑《Dr. Dre Presents the Aftermath》中的《East Coast West Coast Killas》一曲中。1998年，纳斯协助并参演了海普·威廉斯当年的电影《Belly》。

### 1999–2000：《I Am...》和《Nastradamus》
1998年，纳斯开始筹备一张双碟专辑，名为《I Am... The Autobiography》，他的前两张专辑分别描绘了自己生活的一部分，而他希望这张专辑是两者的中间地带。专辑于1999年初完成，并为主打歌曲《Nas Is Like》拍摄了MV。该曲由DJ普雷米亚制作，其中包含《It Ain't Hard to Tell》的声音片段。音乐评论人M·F·迪贝拉（M.F. DiBella）注意到纳斯在该专辑中，除了自传性质的歌词外，还涵盖了“他对政治、嘻哈现状、2000年问题、种族问题以及宗教问题的思考”。该专辑中的大量歌曲以MP3格式被大量泄露到互联网上，纳斯和斯托特迅速录制了足够的替代歌曲，最终发布了一张单碟专辑。 
该专辑的第二支单曲为《Hate Me Now》，尚恩·库姆斯（吹牛老爹）在其中献声，这首歌常被评论界当作向商业题材转移的例子。在该曲的MV中，纳斯和库姆斯像耶稣一样被钉在十字架上；当MV完成后，库姆斯要求将自己的这个片段从中剪辑掉。但是未剪辑版的《Hate Me Now》录影最终在MTV上播放。在播出后不久，库姆斯据称带着保镖闯入史蒂夫·斯托特的办公室并袭击了他。斯科特提起诉讼，但最终两人在当年6月达成庭外和解。 
哥伦比亚公司原定于1999年下半年，将《I Am...》专辑中被盗版的音乐以专辑《Nastradamus》的名义发布。但纳斯在发布前决定制作一张全新的专辑，《Nastradamus》于是在11月发布期之前匆匆完成。尽管评论界对这张专辑并不看好，但它的确催生了一首叫流行的歌曲《You Owe Me》。该曲由提姆巴蘭制作，节奏蓝调歌手吉纳文在其中献声。《I Am...》被盗版的音乐中，只有同罗纳德·艾斯利《Project Windows》收录进了《Nastradamus》。其他被非法传播的歌曲和纳斯的一些地下歌曲后来都被收录进哥伦比亚唱片公司2002年9月出品的《The Lost Tapes》。该合辑销量不错，也得到了一致好评。
2000年，纳斯创立的Ill Will唱片公司出品了专辑《QB's Finest》。该专辑挑选了纳斯和其他来自皇后桥公屋区的说唱歌手合作的曲目，包括Mobb Deep、Nature、卡彭、Bravehearts组合、Tragedy Khadafi、Millennium Thug ，以及和纳斯重归于好的科梅加（Cormega）。该专辑中，来自皇后桥的嘻哈传奇人物罗克珊·尚特、MC·珊以及马利·摩尔也客串献声。珊和马利·摩尔都在主打歌《Da Bridge 2001》中出场，该曲改编自里那个人1986年的歌曲《The Bridge》。

### 2001：《Stillmatic》，与Jay-Z的矛盾
2001年，在大量歌曲、即兴创作歌曲和混音带中下意识地互相批评后，纳斯和Jay-Z之间的矛盾公开话。Jay-Z在他的歌曲《Takeover》中批评纳斯，称他“虚伪”，他的音乐生涯是“跛脚的”。纳斯则以歌曲《Ether》作为回应，在歌中他将Jay-Z比作喜剧《美好时光》中的角色J·J·伊旺斯，以及骆驼牌香烟的吉祥物骆驼老乔。这首歌被收录进纳斯2001年12月发布的第五张专辑《Stillmatic》中。《Stillmatic》发布之初便登上了《告示牌》杂志专辑榜第五位。
为回击《Ether》，Jay-Z创作了《Supa Ugly》一曲，并在2001年12月11日由纽约市Hot 97电台主播安吉·玛汀妮兹首播。在这首歌中，Jay-Z直白地吹嘘自己曾和纳斯的女友卡门·布赖恩（Carmen Bryan）有过恋情。Hot97电台之后对听众进行调查，票选两人中较好的回应歌曲：纳斯赢得了52%的选票，Jay-Z则获得48%的支持。
2005年10月，两人终于和平解决了矛盾。在其名为“I Declare War — Power House”的演唱会中，Jay-Z向观众宣布：“这比‘I Declare War’还重大。上吧，Esco！”纳斯随即上台，同Jay-Z共同演绎了《Dead Presidents》，该曲从纳斯的《The World Is Yours》中提取了片段。两人合作演绎了《Black Republican》，该曲后来收录进纳斯的专辑《Hip Hop Is Dead》中。他们还共同演唱了Jay-Z《American Gangster》专辑中的歌曲《Success》。

### 2002–2005：《God's Son》和《Street's Disciple》

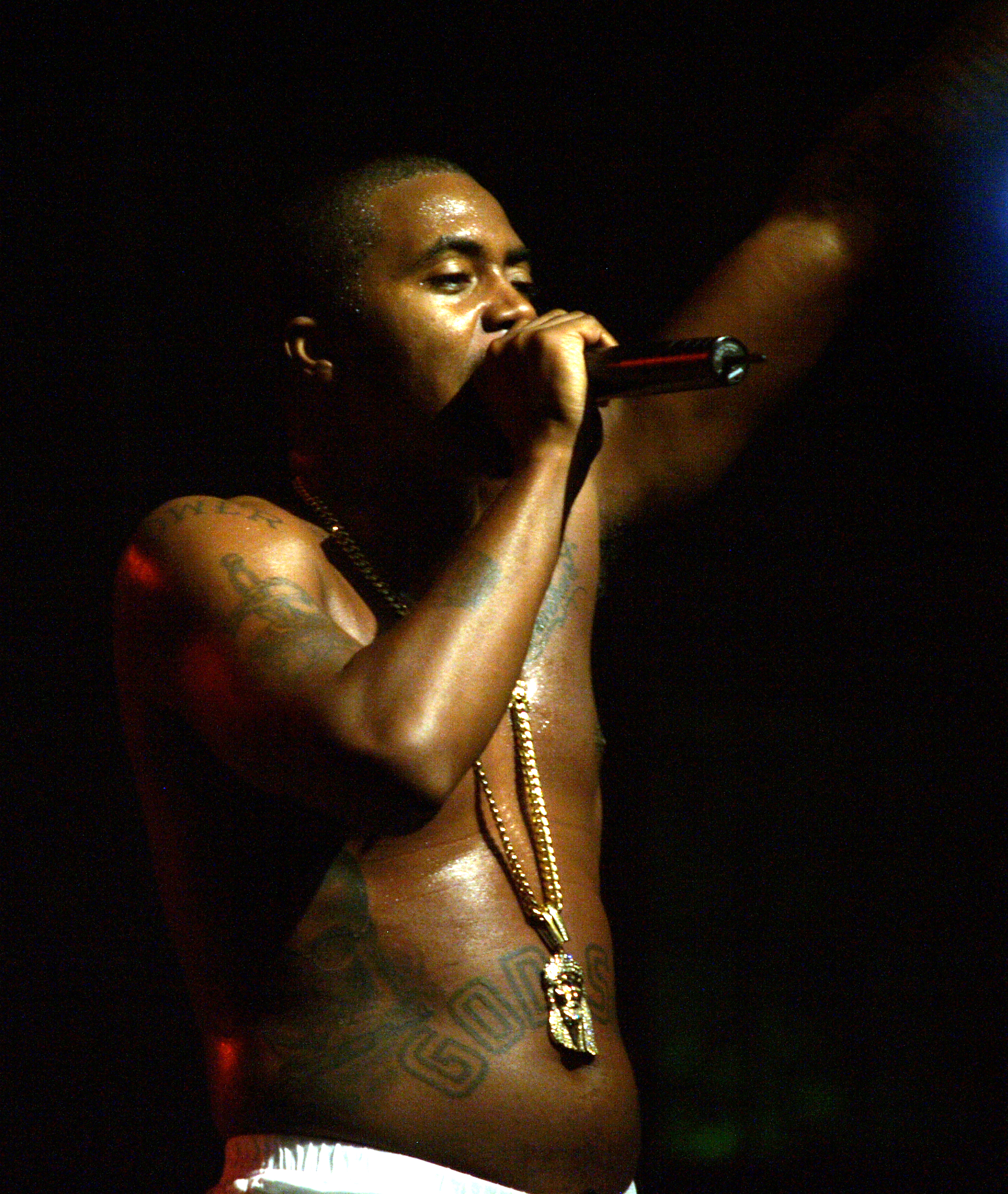
2007年，纳斯在渥太华的表演

2002年12月，纳斯发布专辑《God's Son》，主打歌为《Made You Look》，该曲中采用了的奇迹邦戈乐队的《Apache》降调片段。尽管有大量的网络盗版，该专辑在Billboard Hot 100榜上排名最高达到12名，在Top R&B/Hip-Hop Albums榜上则位列榜首。《时代杂志》将该专辑称为当年最佳嘻哈专辑。《Vibe》和《The Source》均给出4分的评分。第二支单曲《I Can》采用了贝多芬的《致愛麗絲》的元素，成为纳斯至今最受欢迎的歌曲。《God's Son》还包括多首歌曲是专门献给纳斯2002年患癌症而死的母亲的。2003年，纳斯还出现在Korn乐队的《Play Me》一曲中。
纳斯发布《God's Son》后开始帮助The Bravehearts乐队，该乐队由其弟（艺名Jungle）和朋友维兹（Wiz）组建。在他们的出道专辑《Bravehearted》中，纳斯、纳肖恩（Nashawn）、Lil Jon和穆娅（Mya）友情客串。
纳斯于2004年11月30日发布了自己的第7张专辑《Street's Disciple》，这张双碟专辑广受好评。其中的首发单曲是《Thief's Theme》和《Bridging the Gap》，其父·奥卢达拉在两首歌中献声。该专辑还收录了《These Are Our Heroes》，在这首歌中他声讨了像科比·布莱恩特和O·J·辛普森这样的体育明星和演员，他们没有为崇拜他们的孩子树立好榜样，而且漠视自己的出身。尽管该专辑获得了白金销量，但是其商业利润与之前相比下降了。
在坎耶·韦斯特的专辑《Late Registration》中，纳斯同他合作了《We Major》一曲。韦斯特说这是这张专辑中Jay-Z最喜欢的一首，但是韦斯特没能让Jay-Z为这首歌的最终版本录音。他还与达米安·马莱合作演绎了歌曲《Road to Zion》以及其他一些歌曲，如《Death Anniversary》和《It Wasn't You》。

### 2006：《Hip Hop Is Dead》
2006年1月，纳斯同Def Jam唱片公司签约，强调同过去的仇敌Jay-Z摆脱争斗，加强协作。他的下一张专辑原定名为《Hip Hop Is Dead...The N》，后来缩减为《Hip Hop Is Dead》，另在英国发行了一张额外歌曲，名为“The N”。该专辑中收录了同包括Will.i.am、肯伊·韦斯特、德瑞博士、斯科特·斯托奇以及NBA全明星球员克里斯·韦伯合作的作品，此外还包括纳斯长期合作伙伴L.E.S.和萨拉姆·雷米，以及新人韦德弗。一首名为《Where Y'all At》的街头单曲与2006年6月面世，该曲由萨拉姆·雷米制作，并包含有纳斯《Made You Look》中的声音片段，但该曲并没有收录进《Hip Hop Is Dead》中。
该专辑的同名主打单曲由Will.i.am制作，其中包含了同纳斯2004年单曲《Thief's Theme》相同的旋律片段。专辑登上了Billboard 200排行榜头名，售出35.5万份拷贝，这是纳斯的第三个冠军专辑，另外两个是《It Was Written》和《I Am...》。
该专辑的标题（“嘻哈已死”）引起了争论，许多歌迷和音乐艺人（特别是生长在美国南部的）开始争论说唱音乐生命力现状如何。鬼脸煞星在其专辑《Fishscale》中表示赞同，而许多南部艺人比格·鲍伊、Lil Boosie、 T.I.、Young Jeezy、Dem Franchize男孩以及D4L则抨击这个专辑名，认为这是专门对自己地区的攻击。
纳斯为莱昂纳多·迪卡普里奥和吉蒙·休斯主演的电影《血钻》创作了《Shine On 'Em》一曲，该片于2006年12月8日在美国上映。他的《Thief's Theme》还在出现在由马丁·斯科西斯指导的奥斯卡奖获奖影片《无间道风云》当中。

### 2007：同比尔·奥雷利/弗吉尼亚理工大学的矛盾，《Greatest Hits》
纳斯于2007年9月6日在弗吉尼亚理工大学进行了一场义演，同时参加的还有約翰·梅爾、阿兰·杰克逊、大衛·馬修樂團和菲尔·瓦萨。当时距离弗吉尼亚理工大学校园枪击案发生仅过去不足5个月。当宣布纳斯将参加演出后，比尔·奥雷利在福克斯新闻频道指责演唱会方，要求其将纳斯从演出名单中剔出，并引用了纳斯诸如《Shoot 'Em Up》、《Got Urself A Gun》和《Made You Look》等歌曲中的“暴力”歌词作为理据。在2007年8月15日的《Talking Points Memo》中，奥雷利表示，纳斯不适合这场音乐会，不仅是因为他的歌词内容，也和他的持枪犯罪记录有关，这引发了一场辩论。支持纳斯的作家巴克立·科瓦那（Bakari Kitwana）认为，福克斯新闻是“有选择性地”截取了纳斯歌曲中的片段来指责他，对此，奥雷利大声反驳道：“老兄，看看他本人，他因武器被定罪了，是吧？他因武器被定罪了，先生！他有案底！这个学校已经出了一个枪杀多人的凶手——而这个家伙因武器而被定罪，而你说他合适来表演？得了吧！”在插播广告之前，奥雷利又5次重复了因武器定罪的说法。
2007年9月6日，纳斯在“A Concert for Virginia Tech”中两次称比尔·奥雷利“傻瓜”，这引起了人群热烈的叫好声。约2周后，纳斯接受MTV新闻频道沙赫姆·里德的采访时，批评奥雷利没有教养，为了炒作不惜走极端。
纳斯的前东家哥伦比亚唱片公司于当年11月出品了纳斯的精选集《Greatest Hits》。该合辑中包括14首歌：12首来自他在哥伦比亚制作的前7张唱片，此外还有2首新录制的歌曲。

### 2008：《Untitled album》
2007年10月12日，纳斯宣布自己的新专辑将被命名为《Nigger》（黑鬼）。杰西·杰克逊和阿尔·夏普顿等左翼评论员，以及福克斯新闻频道都表示愤慨；杰克逊呼吁艺人不要效仿戏剧演员迈克尔·理查德斯2006年末所为，应当停止使用蔑称。随着发行日期的迫近，矛盾逐渐升级，甚至有谣传说Def Jam计划，如果纳斯不更改专辑名，就要和他解约。此外，布鲁克林格林堡（Fort Greene）议员哈基姆·杰弗里斯（Hakeem Jeffries）表示如果专辑名不改变，他将要求纽约州财务长官托马斯·迪纳波利（Thomas DiNapoli）把州养老金中投资环球唱片及其母公司维旺迪的8400万美元撤回。而在另一方面，许多娱乐圈的知名人物则表示，他们对纳斯使用种族蔑称作为唱片名的行为表示信任。在接受Hot 97电台安吉·玛汀妮兹的采访时，纳斯表示，这个议题已经被抬高到和美国国会一般了。 
纳斯的经纪人担心专辑无法在沃尔玛之类的连锁店中出售，从而影响它的销量。2008年5月19日，纳斯决定舍弃专辑名。他随后表示：
|  | 对于我来说最重要的，是让歌迷们能够买到这张专辑。这张专辑的发布，耗费了我很多的时间。我希望歌迷们能从曲目和歌词上体会到我想表达的内容。人们会永远记得这个专辑的真正名字是什么，应该如何叫它。 |

该专辑主打歌《Hero》于2008年6月6日发布，该曲由Polow da Don制作，节奏蓝调歌手凯莉·希尔森在其中献声。在美国，该曲登上“公告牌百强单曲”排行榜第87位，在“R&B/Hip-Hop Singles & Tracks”榜上则位列87，而在“Hot Canadian Digital Singles chart”最高曾至第39名。这张于2008年7月15日发布的未命名专辑，是纳斯与Def Jam唱片公司的第二次合作。客串出场者包括The Game、克里斯·布朗、凯莉·希尔森、The Last Poets以及巴斯达韵。

### 2009：同达米安·马莱合作的《Distant Relatives》
在第51届格莱美奖上，纳斯证实自己正和雷吉乐手达米安·马莱合作制作一张专辑，该专辑预定在2009年秋季问世，并且专门为通过百思买和Target购买者制作一个特别版本该专辑的一部分收益计划用来在非洲建一所学校。《洛杉矶时报》报道称，该专辑将被命名为《Distant Relatives》。纳斯还透露自己在发布这张专辑后，会开始着手制作自己的第10张专辑。

## 个人生活
1994年，纳斯的前未婚妻卡门·布赖恩（Carmen Bryan）产下他们的女儿丹斯特妮（Destiny）。布赖恩据称在和纳斯分手后，曾和Jay-Z和艾倫·艾佛森有过性关系。纳斯也曾和玛丽·布莱姬短暂约会过。2005年，纳斯在和节奏蓝调歌手凱莉思相恋2年后，在亚特兰大结婚。2009年4月30日，一名发言人证实凯丽思已提出离婚，认为两人之间有不可调和的分歧。凯丽思于2009年7月21日为纳斯产下一子，而这一喜事却很快变味，纳斯不顾凯丽思的心愿，在纽约皇后区的一场演唱会上宣布了自己儿子奈特（Knight）的出世。

## 专辑
| 录音棚专辑 - 《Illmatic》 （1994） - 《It Was Written》 （1996） - 《I Am...》 （1999） - 《Nastradamus》 （1999） - 《Stillmatic》 （2001） - 《God's Son》 （2002） - 《Street's Disciple》 （2004） - 《Hip Hop Is Dead》 （2006） - 未命名专辑 （2008） - 《Life Is Good》（2012） - 《Nasir》（2018） - 《King's Disease》（2020） | 合作专辑 - 《The Firm: The Album》（同The Firm合作） （1997） - 《Distant Relatives》（同达米安·马莱合作） （2010） 精选专辑 - 《QB's Finest》（同群星） （2000） - 《From Illmatic to Stillmatic: The Remixes》（2002） - 《The Lost Tapes》 （2002） - 《Greatest Hits》 （2007） - 《The Lost Tapes: Vol. 2》 （待定） |

## 参演影片
| 电影 | 电影             | 电影                       | 电影 |
| 年份 | 片名             | 角色                       |      |
| ---- | ---------------- | -------------------------- | ---- |
| 1998 | 《Belly》        | Sincere                    |      |
| 1999 | 《In Too Deep 》 | 毒贩（未出现在演职员表上） |      |
| 2001 | 《Ticker》       | 警探Art "Fuzzy" Rice       |      |
| 2002 | 《John Q》       | 本人                       |      |
| 2003 | 《槓上富家女》   | 知名人士                   |      |
| 2009 | 《Vapors》       | 饶舌酷基                   |      |

## 扩展阅读
- Bradley, Adam. . Basic Civitas Books. 2009-02-23. ISBN 0-465-00347-8.
- Dee, Kool Moe. . New York, N.Y., U.S.: Thunder's Mouth Press. 2003. ISBN 1-56025-533-1.
- Edwards, Paul. . Chicago, Ill., U.S.: Chicago Review Press. 2009. ISBN 1-55652-816-7.
- Hess, Mickey, ed. . Westport, Conn., U.S.: Greenwood. 2007. ISBN 0-313-33904-X.
- Shapiro, Peter.  2nd. London, England, UK: Rough Guides. 2005. ISBN 1-85828-637-9.

### 脚注
1. ↑  . New York Daily News. 2009-05-01  [2009-10-25]. （原始内容存档于2009-05-04）.
2. 1 2 3 4 5 6 7 8 9 10 11 12  Birchmeier, Jason. . allmusic. 2008-07-01  [2008-12-23]. （原始内容存档于2011-12-22）.
3. 1 2  Birchmeier, Jason. The Firm - Biography （页面存档备份，存于）. Allmusic. 最后查证于2007年8月13日]
4. 1 2 3  Cowie, Del F. .   [2006-09-16]. （原始内容存档于2009-11-01）.
5. ↑  Fab Five Freddy. . MTV News. 2004-01-05  [2009-03-06]. （原始内容存档于2005-04-05）.
6. ↑  . Yuddy.   [2007-08-01]. （原始内容存档于2009-02-14）.
7. ↑  . The Ave. 2004  [2007-08-10]. （原始内容存档于2006-05-13）.
8. ↑  . MTV News. 2006  [2010-02-21]. （原始内容存档于2008-05-14）.
9. ↑  Hess 2007，第345頁
10. ↑  Reid, Shaheem. . MTV News. 2004-01-05  [2009-03-06]. （原始内容存档于2009-01-04）.
11. ↑  . allmusic.   [2009-03-06]. （原始内容存档于2011-03-09）.
12. ↑  Erlewine, Stephen Thomas. . allmusic.   [2008-09-13]. （原始内容存档于2012-05-05）.. allmusic.   [2008-09-13].
13. ↑  DiBella, M.F. . allmusic. 1999-04-06  [2009-03-06]. （原始内容存档于2011-12-25）.
14. 1 2  Hess 2007，第347頁
15. ↑  Hess 2007，第348頁
16. ↑  Conaway, Matt. . allmusic. 2000-11-21  [2009-03-06]. （原始内容存档于2010-12-05）.
17. 1 2  Century, Douglas. . 纽约时报. 2002-01-06  [2008-08-23].
18. ↑  Reid, Shaheem. . MTV News. 2001-11-26  [2008-08-23]. （原始内容存档于2010-10-17）.
19. ↑  Ashare, Matt. Nas On His Battle With Jay-Z And Its Effects 的存檔，存档日期2007-09-11.. Yahoo! Music: 2002年1月26日.
20. ↑  Reid, Shaheem. . MTV News. 2002-01-21  [2008-08-23]. （原始内容存档于2015-10-13）.
21. ↑  Sanneh, Kelefah.A Show of Solidarity, With a Few Surprises （页面存档备份，存于）.《纽约时报》: 2005年10月29日.
22. ↑  .   [2010-11-12]. （原始内容存档于2012-05-20）.
23. ↑  Reid, Shaheem. Nas Says Hip-Hop Is Dead — New Album Due In September （页面存档备份，存于）. MTV:2006年5月19日.
24. ↑  Sunkara, Bhasakar. . About.com.   [2008-03-30]. （原始内容存档于2016-03-04）.
25. ↑  Dombal, Ryan. . Pitchfork Media. 2006-06-28  [2008-03-30]. （原始内容存档于2008-04-06）.
26. ↑  . MTV News. 2007-11-29  [2008-03-30]. （原始内容存档于2010-04-25）.
27. ↑  Hasty, Katie. . Billboard. 2006-12-27  [2007-08-18]. （原始内容存档于2012-10-23）.
28. ↑  Reid, Shaheem; Dukes, Rahman. . Mixtape Monday (MTV News). 2006-12-18  [2006-12-20]. （原始内容存档于2012-06-23）.
29. ↑  . IMDB. 2006  [2008-02-28]. （原始内容存档于2021-05-02）.
30. ↑  A Concert For Virginia Tech 的存檔，存档日期2007-08-23. The Virginia Tech massacre; the bloodiest school massacre in U.S. history, had taken place earlier that year, on April 16, 2007, when student Seung-Hui Cho, killed 32 and wounded more, before committing suicide. Retrieved on August 1, 2007.
31. ↑  .   [2010-02-21]. （原始内容存档于2021-03-25）.
32. ↑  Reid, Shaheem; Rodriguez, Jayson; Dukes, Rahman; Kash, Tim. Mixtape Monday: Nas Sounds Off On Bill O'Reilly (Again!); Havoc Finally Drops The Kush 的存檔，存档日期2007-10-01.. MTV: 2007年9月17日
33. ↑  Petipas, Jolene. Nas Preps "Greatest Hits," Records New Material （页面存档备份，存于）. SOHH.com: August 13, 2007.
34. ↑  . CBS News. 2006-11-27. （原始内容存档于2008-07-25）.
35. ↑  Shake (January 23, 2008). Def Jam to Drop Nas?!? 的存檔，存档日期2008-01-27. 2008年1月28日查阅.
36. ↑  Reid, Shaheem. . Mixtape Monday (MTV News). 2008-01-07. （原始内容存档于2008-05-17）.
37. ↑  . YouTube. 2007-10-24  [2010-02-21]. （原始内容存档于2016-03-07）.
38. ↑  Shaheem Reid (2007年11月1日). Nas' Album Title Gets Support From Jay-Z, Alicia Keys, Bishop Lamont, LL Cool J, GZA, Reverend Run, David Banner （页面存档备份，存于） MTV News. Accessed November 1, 2007.
39. ↑  Martinez, Angie. . OnSmash. 2008-06-18. （原始内容存档于2009-02-26）.
40. ↑  Ewing, Aliya. . HipHopDX. 2008-06-10  [2010-02-21]. （原始内容存档于2012-08-29）.
41. ↑  Reid, Shaheem. . MTV News. 2008-05-19  [2009-03-07]. （原始内容存档于2010-05-04）.
42. ↑  . NME. 2008-03-20  [2010-02-21]. （原始内容存档于2016-05-08）.
43. ↑  Nas - Charts & Awards - Billboard Singles （页面存档备份，存于）. allmusic. 于2008年9月8日查询
44. ↑  .   [2010-02-21]. （原始内容存档于2009-09-04）.
45. ↑  Concepcion, Mariel. . Billboard. Nielsen Business Media. 2009-02-10  [2009-02-10]. （原始内容存档于2009-02-12）.
46. ↑  Weiss, Jeff. . Pop & Hiss. 洛杉矶时报s. 2009-03-26  [2009-03-26]. （原始内容存档于2021-02-25）.
47. ↑  Graff, Gary. . Billboard. Nielsen Business Media. 2009-07-10  [2009-07-10]. （原始内容存档于2009-07-12）.
48. ↑  Powell, Imani. . Essence. 时代华纳. 2006-12-11  [2008-12-12]. （原始内容存档于2009-01-13）.
49. 1 2  Reid, Shaheem. . MTV.   [2008-12-12]. （原始内容存档于2011-09-11）.
50. ↑  Mooney, Paula. . California Chronicle. 2006-12-21  [2008-12-12]. （原始内容存档于2011-09-11）.
51. ↑  Keller, Julie. . E!. 2005-01-10  [2008-12-11]. （原始内容存档于2011-06-29）.
52. ↑  . 今日美国报. Gannett Company. 2005-01-11  [2008-12-11]. （原始内容存档于2011-04-25）.
53. ↑  Murphy, Keith. . Vibe. Vibe Media Group. 2009-04-30  [2009-05-01]. （原始内容存档于2009-05-02）.
54. ↑  Aswad, Jem. . MTV News. 2009-04-30  [2009-05-03]. （原始内容存档于2010-03-16）.
55. ↑  . idiomag. 2009-07-23  [2009-07-23]. （原始内容存档于2013-09-18）.
56. ↑  Reid, Shaheem. . MTV. 2010-09-15  [2011-08-06]. （原始内容存档于2010-12-19）.

## 延伸阅读
- Bradley, Adam. . Basic Civitas Books. February 23, 2009. ISBN 978-0-465-00347-1.
- Dee, Kool Moe. . New York, N.Y., U.S.: Thunder's Mouth Press. 2003. ISBN 1-56025-533-1.[]
- Edwards, Paul. . Chicago, Ill., U.S.: Chicago Review Press. 2009. ISBN 978-1-55652-816-3.
- Hess, Mickey (编). . Westport, Conn., U.S.: Greenwood. 2007  [2022-04-23]. ISBN 978-0-313-33904-2. （原始内容存档于2023-07-23）.
- Shapiro, Peter.  2nd. London, England, UK: Rough Guides. 2005. ISBN 1-85828-637-9.